# Lycée du Parc

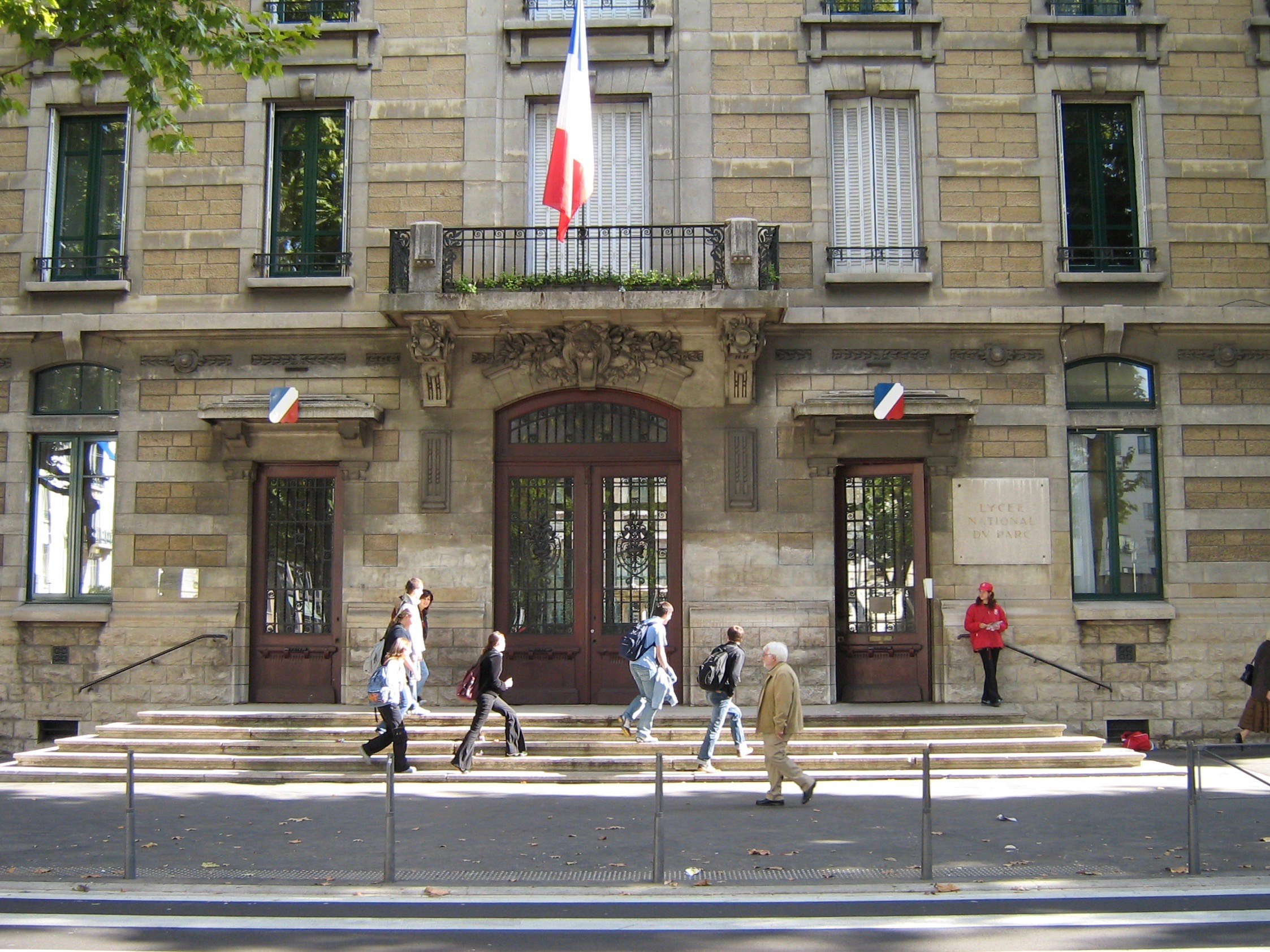
Lycée du Parc

Das Lycée du Parc ist ein staatliches Lycée im 6. Arrondissement von Lyon, Frankreich. Sein Name kommt vom Parc de la Tête d’Or, einem der größten Stadtparks Europas, der sich in der Nähe befindet.
Es bietet Vorbereitungsklassen an, die die Schüler auf den Eintritt in die Grandes Écoles wie  École Polytechnique, CentraleSupélec, École des Mines de Paris, École supérieure des sciences économiques et commerciales, ESCP Business School und HEC Paris vorbereiten.
Die Schule wurde auf dem Gelände der ehemaligen Lunette des Charpennes errichtet, die Teil des im 19. Jahrhundert errichteten Befestigungssystems Ceintures de Lyon war.

## Berühmte Schüler
- Louis Althusser (1918–1990), französischer Philosoph
- Louis Néel (1904–2000), französischer Physiker
- Jean-Claude Romand (* 1954), französischer Hochstapler und Mörder